# Assembleia Legislativa do Estado de São Paulo
Assembleia Legislativa do Estado de São Paulo, também conhecida pela sigla Alesp, é o órgão de poder legislativo do estado de São Paulo, exercido através dos deputados estaduais. Sua sede atual é o Palácio 9 de Julho, localizado na Zona Sul da cidade de São Paulo, defronte ao Parque do Ibirapuera.
A Assembleia Legislativa elabora e aprova leis para o estado de São Paulo e cuida, com o órgão de controle externo, o Tribunal de Contas do Estado, da fiscalização dos atos do poder executivo. Atualmente é composta por 94 deputados eleitos para um mandato de quatro anos.

## Histórico
Com a Proclamação da Independência em 1822 e a outorga da Constituição Imperial de 1824, a primeira constituição do Brasil enquanto Estado Soberano, as províncias do Império passaram a ter os chamados "Conselhos Gerais de Província". O Conselho Geral da Província de São Paulo era composto por 21 conselheiros, eleitos indiretamente e por voto censitário. No entanto não possuíam autonomia, pois o poder era centralizado no Imperador D. Pedro I.
Após a abdicação do Imperador, em 7 de abril de 1831, o Conselho de Regência promulgou Ato Adicional, em 12 de agosto de 1834, modificando a Constituição imperial e ampliando os poderes dos Conselhos Gerais, que passaram a denominar-se Assembleias Legislativas provinciais. Assim a Assembleia Legislativa da Província de São Paulo, o poder legislativo da então província de São Paulo foi instalada em 2 de fevereiro de 1835 e extinta em 20 de novembro de 1889, com o fim do Império.
Com a Proclamação da Republica em 1889, a vigência da Constituição brasileira de 1891 e pelo seu caráter federalista, os estados tinham autonomia para a organização do Poder Legislativo Estadual, posteriormente regulamentado pela Constituição Estadual de São Paulo de 1891. De acordo com seu artigo 5º, o Poder Legislativo do estado de São Paulo era exercido de forma bicameral pelo Congresso Legislativo do Estado de São Paulo, composto pela Câmara Estadual e pelo Senado Estadual, instalado em 8 de junho de 1891.
O Legislativo Paulista funcionou ininterruptamente até a Revolução de 1930 e a ascensão de Getúlio Vargas ao poder, decretando o fechamento e a dissolução de todos os poderes locais, incluindo a Câmara e o Senado Estadual do Congresso Legislativo do Estado de São Paulo (Decreto n.º 19.398, de 11 de novembro de 1930).
Apenas em 1934, com a Constituição Federal de 1934 e a Constituição Estadual de 1935, a Assembleia Legislativa paulista passou a ser composta por 60 deputados, eleitos por sufrágio universal e direto e 15 deputados classistas, isto é, representantes das organizações profissionais, eleitos por sufrágio indireto, para uma legislatura de quatro anos. No entanto, essa legislatura não chegou a se completar pois, em 10 de novembro de 1937 Getúlio Vargas outorgou uma nova Constituição e iniciou um período ditatorial denominado Estado Novo. A Assembleia Legislativa foi dissolvida e atribuiu-se o poder de legislar nos Estados ao interventor ou governador. Essa situação perdurou até 1945, quando Getúlio Vargas foi deposto.
A redemocratização do país, com a promulgação da Constituição Federal de 1946, recuperou o Estado de Direito. A Constituição Estadual de 1947, elaborada pela Assembleia Constituinte do Estado de São Paulo foi promulgada em 9 de julho de 1947. Nessa época, o local da sede do Poder Legislativo paulista era o antigo Palácio das Indústrias, na região central da capital paulista.
Na nova ordem constitucional, o Poder Legislativo era exercido nos Estados pelas Assembleias Legislativas. Em São Paulo era composta por 75 deputados, eleitos por sufrágio universal, voto secreto e direto, com sistema de representação proporcional dos partidos políticos.
Com a deposição do Presidente João Goulart em 1964 e o endurecimento do regime militar, através do Ato Complementar n.º 47, de 7 de fevereiro de 1969, os trabalhos parlamentares da Assembleia Legislativa paulista foram novamente interrompidos até 20 de maio do ano seguinte.
No âmbito federal, com a Constituição Federal de 1967, e posteriormente com a Emenda Constitucional nº 1, também chamada de "Constituição de 1969", outorgada por uma junta militar, vigorou com força de Constituição, substituindo a Constituição "promulgada" pelo Congresso Nacional em 24 de janeiro de 1967. No Estado de São Paulo a Constituição Estadual de 13 de maio de 1967 incorporou em suas disposições, as constantes do texto constitucional federal, no que cabia, mediante Emenda Constitucional (n.º 2) "promulgada" em 30 de outubro de 1969 pelo Governador Abreu Sodré, com fundamento em ato de exceção, o Ato Institucional n.º 5 (AI-5), de 13 de dezembro de 1968, editado pelo Presidente Costa e Silva.
Assim, com a Constituição Federal de 1988, o poder legislativo estadual de São Paulo mantém seu formato unicameral, sendo composta por 94 deputados eleitos para um mandato de quatro anos.

## Sede
A Assembleia, organizada em 1835, teve como 1º sede o Colégio dos Jesuítas, onde já funcionava o governo da província. Em 1879 a Assembleia se mudou para o Casarão de João Mendes", na atual Praça João Mendes, o mesmo prédio abrigava também a Câmara Municipal de São Paulo. 
Em 1947 a Assembleia, restaurada após ter sido fechada pelo Estado Novo, se muda para a sua 3ª sede, o Palácio das Indústrias.
E, finalmente, no 414º aniversário da cidade de São Paulo, em 25 de janeiro de 1968, é inaugurada a sede atual: o Palácio 9 de Julho. De autoria dos arquitetos Adolfo Rúbio Moraes e Fábio Kok de Sá Moreira, foi a primeira sede construída especificamente para ser usada pela Assembleia Legislativa.

## Atribuições
As atribuições da Assembleia, de acordo com a Constituição do Estado de São Paulo, são:
- Com a sanção do Governador, dispor sobre:

I - sistema tributário estadual, instituição de impostos, taxas, contribuições de melhoria e contribuição social;
II - plano plurianual, diretrizes orçamentárias, orçamento anual, operações de crédito, dívida pública e empréstimos externos, a qualquer título, pelo Poder Executivo;
III - criação, transformação e extinção de cargos, empregos e funções públicas, observado o que estabelece o artigo 47, XIX, “b”;
IV - autorização para a alienação de bens imóveis do Estado ou a cessão de direitos reais a eles relativos, bem como o recebimento, pelo Estado, de doações com encargo, não se considerando como tal a simples destinação específica do bem;
V - autorização para cessão ou para concessão de uso de bens imóveis do Estado para particulares, dispensado o consentimento nos casos de permissão e autorização de uso, outorgada a título precário, para atendimento de sua destinação específica;
VI - criação e extinção de Secretarias de Estado e órgãos da administração pública;
VII - bens do domínio do Estado e proteção do patrimônio público;
VIII - organização administrativa, judiciária, do Ministério Público, da Defensoria Pública e da Procuradoria Geral do Estado;
IX - normas de direito financeiro.
- Compete, exclusivamente, à Assembleia Legislativa:

I - eleger a Mesa e constituir as Comissões;
II - elaborar seu Regimento Interno;
III - dispor sobre a organização de sua Secretaria, funcionamento, polícia, criação, transformação ou extinção dos cargos, empregos e funções de seus serviços e a iniciativa de lei para fixação da respectiva remuneração, observados os parâmetros estabelecidos na lei de diretrizes orçamentárias;
IV - dar posse ao Governador e ao Vice-Governador eleitos e conceder-lhes licença para ausentar-se do Estado, por mais de quinze dias;
V - apresentar projeto de lei para fixar, para cada exercício financeiro, os subsídios do Governador, do Vice-Governador, dos Secretários de Estado e dos Deputados Estaduais;
VI - tomar e julgar, anualmente, as contas prestadas pela Mesa da Assembleia Legislativa, pelo Governador e pelo Presidente do Tribunal de Justiça, respectivamente, do Poder Legislativo, do Poder Executivo e do Poder Judiciário, e apreciar os relatórios sobre a execução dos Planos de Governo;
VII - decidir, quando for o caso, sobre intervenção estadual em Município;
VIII - autorizar o Governador a efetuar ou contrair empréstimos, salvo com Município do Estado, suas entidades descentralizadas e órgãos ou entidades federais;
IX - sustar os atos normativos do Poder Executivo que exorbitem do poder regulamentar;
X - fiscalizar e controlar os atos do Poder Executivo, inclusive os da administração descentralizada;
XI - escolher dois terços dos membros do Tribunal de Contas do Estado, após arguição em sessão pública;
XII - aprovar previamente, após arguição em sessão pública, a escolha dos titulares dos cargos de Conselheiros do Tribunal de Contas, indicados pelo Governador do Estado;
XIII - suspender, no todo ou em parte, a execução de lei ou ato normativo declarado inconstitucional em decisão irrecorrível do Tribunal de Justiça;
XIV - convocar Secretários de Estado, dirigentes, diretores e Superintendentes de órgãos da administração pública indireta e fundacional e Reitores das universidades públicas estaduais para prestar, pessoalmente, informações sobre assuntos previamente determinados, no prazo de trinta dias, importando crime de responsabilidade a ausência sem justificativa;
XV - convocar o Procurador-Geral de Justiça, o Procurador-Geral do Estado e o Defensor Público- Geral, para prestar informações sobre assuntos previamente determinados, no prazo de trinta dias, sujeitando-se às penas da lei, na ausência sem justificativa;
XVI - requisitar informações dos Secretários de Estado, dirigentes, diretores e superintendentes de órgãos da administração pública indireta e fundacional, do Procurador-Geral de Justiça, dos Reitores das universidades públicas estaduais e dos diretores de Agência Reguladora sobre assunto relacionado com sua pasta ou instituição, importando crime de responsabilidade não só a recusa ou o não atendimento, no prazo de trinta dias, bem como o fornecimento de informações falsas;
XVII - declarar a perda do mandato do Governador;
XVIII - autorizar referendo e convocar plebiscito, exceto nos casos previstos nesta Constituição;
XIX - autorizar ou aprovar convênios, acordos ou contratos de que resultem para o Estado encargos não previstos na lei orçamentária;
XX - mudar temporariamente sua sede;
XXI - zelar pela preservação de sua competência legislativa em face da atribuição normativa de outros Poderes;
XXII - solicitar intervenção federal, se necessário, para assegurar o livre exercício de suas funções;
XXIII - destituir o Procurador-Geral de Justiça, por deliberação da maioria absoluta de seus membros;
XXIV - solicitar ao Governador, na forma do Regimento Interno, informações sobre atos de sua competência privativa, bem como ao Presidente do Tribunal de Justiça, informações de natureza eminentemente administrativa;
XXV - receber a denúncia e promover o respectivo processo, no caso de crime de responsabilidade do Governador do Estado;
XXVI - apreciar, anualmente, as contas do Tribunal de Contas.

## Leis Estaduais
A Constituição Federal estabelece as atribuições da União, Estados e Municípios. As leis estaduais atuam até os limites físicos do Estado e, no caso de São Paulo, de seus 645 municípios. Uma lei estadual tem seu alcance delimitado pelas Constituições Federal e Estadual. Não é permitido ao Poder Legislativo estadual legislar sobre assuntos de competência exclusivamente federal ou municipal. Na verdade, no sistema federativo brasileiro, quando se repartiram as competências, sobraram aos Estados aquelas que não são da União nem dos Municípios (artigos 21, 22 e 30 da Constituição Federal): "São reservadas aos Estados as competências que não lhes sejam vedadas pela Constituição Federal". No decorrer do processo histórico, houve uma evidente restrição de competência do Legislativo, com hipertrofia do Executivo, assim como restringiram-se as matérias atribuídas às Assembleias Legislativas, fortalecendo-se o Congresso Nacional. Para se ter uma visão do que pode o Estado-membro legislar na Federação brasileira deve-se observar que, além das remanescentes, a Constituição Federal especificou algumas competências:

### Exclusivas
- criação de regiões metropolitanas, aglomerações urbanas e microrregiões;
- criação, incorporação, fusão e desmembramento de municípios;
- exploração dos serviços de gás canalizado.

### Concorrentes
- direito tributário, financeiro, penitenciário, econômico e urbanístico;
- orçamento;
- juntas comerciais;
- custas dos serviços forenses;
- produção e consumo;
- florestas, caça, pesca, fauna, conservação da natureza, defesa do solo e dos recursos naturais, proteção do meio ambiente e controle da poluição;
- proteção ao patrimônio histórico, cultural, turístico e paisagístico;
- responsabilidade por dano ao meio ambiente, ao consumidor, a bens e direitos de valor artístico, estético, histórico, turístico e paisagístico;
- educação, cultura, ensino e desporto;
- criação, funcionamento e processo do juizado de pequenas causas;
- procedimento em matéria processual;
- previdência social, proteção e defesa da saúde;
- assistência jurídica e defensoria pública;
- proteção e integração social das pessoas portadoras de deficiência;
- proteção à infância e à juventude;
- organização, garantias, direitos e deveres das polícias civis.

### Comuns daUnião, dosEstados, doDistrito Federale dosMunicípios
- zelar pela guarda da Constituição, das leis e das instituições democráticas e conservar o patrimônio público;
- cuidar da saúde e assistência pública, da proteção e garantia das pessoas portadoras de deficiência;
- proteger os documentos, as obras e outros bens de valor histórico, artístico e cultural, os monumentos, as paisagens naturais notáveis e os sítios arqueológicos;
- impedir a evasão, a destruição e a descaracterização de obras de arte e de outros bens de valor histórico, artístico ou cultural;
- proporcionar os meios de acesso à cultura, à educação e à ciência;
- proteger o meio ambiente e combater a poluição em qualquer de suas formas;
- preservar as florestas, a fauna e a flora;
- fomentar a produção agropecuária e organizar o abastecimento alimentar;
- promover programas de construção de moradias e a melhoria das condições habitacionais e de saneamento básico;
- combater as causas da pobreza e os fatores de marginalização, promovendo a integração social dos setores desfavorecidos;
- registrar, acompanhar, fiscalizar as concessões de direitos de pesquisa e exploração de recursos hídricos e minerais em seus territórios;
- estabelecer e implantar política de educação para a segurança do trânsito.

## Comissões Permanentes
As Comissões Permanentes da Alesp são órgãos técnicos compostos por grupos de sete, nove ou onze parlamentares indicados para compô-las, por períodos de dois anos, e têm a incumbência de discutir e apreciar projetos de lei, emendas e outras proposições, antes de sua votação em Plenário; convidar ou convocar autoridades públicas para prestar esclarecimentos e realizar audiências públicas.
| Nome                                                    | Presidente                     | Site |
| ------------------------------------------------------- | ------------------------------ | ---- |
| Administração Pública e Relações do Trabalho - CAPRT    | Solange Freitas (UNIÃO)        | Link |
| Assuntos Desportivos - CAD                              | Altair Moraes (UNIÂO)          | Link |
| Assuntos Metropolitanos e Municipais - CAMM             | Ana Carolina Serra (Cidadania) | Link |
| Atividades Econômicas - CAE                             | Itamar Borges (MDB)            | Link |
| Ciência, Tecnologia, Inovação e Informação - CCTI       | Mauro Bragato (Cidadania)      | Link |
| Constituição, Justiça e Redação - CCJR                  | Thiago Auricchio (PL)          | Link |
| Defesa dos Direitos da Pessoa Humana - CDD              | Eduardo Suplicy (PT)           | Link |
| Defesa dos Direitos das Pessoas com Deficiência - CDDPD | Andrea Werner (PSB)            | Link |
| Defesa dos Direitos do Consumidor - CDDC                | Jorge Wilson (Republicanos)    | Link |
| Defesa e dos Direitos das Mulheres - CDDM               | Dani Alonso (PL)               | Link |
| Educação e Cultura - CEC                                | Professora Bebel (PT)          | Link |
| Finanças, Orçamento e Planejamento - CFOP               | Gilmaci Santos (Republicanos)  | Link |
| Fiscalização e Controle - CFC                           | Delagado Olim (Progressistas)  | Link |
| Infraestrutura - CI                                     | Luiz Fernando (PT)             | Link |
| Meio Ambiente e Desenvolvimento Sustentável - CMADS     | Ricardo França (PODE)          | Link |
| Relações Internacionais - CRI                           | Gil Diniz (PL)                 | Link |
| Saúde - CS                                              | Bruna Furlan (PSDB)            | Link |
| Segurança Pública e Assuntos Penitenciários - CSPAP     | Major Mecca (PL)               | Link |
| Transportes e Comunicações - CTC                        | Ricardo Madalena (PL)          | Link |
| Turismo - CT                                            | Paulo Correa Junior (PSD)      | Link |
| Conselho de Ética e Decoro Parlamentar - CEDP           | Carlos Cezar (PL)              | Link |
| Corregedoria Parlamentar                                |                                | Link |
| Reuniões Conjuntas                                      |                                | Link |

## Comissões Parlamentares de Inquérito - CPI
As Comissões Parlamentares de Inquérito (CPIs) são uma das formas de o Poder Legislativo exercer sua função fiscalizadora. São criadas por Ato do Presidente para apurar fato determinado, mediante requerimento de pelo menos um terço dos parlamentares (32). Têm poderes de investigação próprios das autoridades judiciais, além de outros previstos em lei e no Regimento da Assembleia. Podem determinar diligências, ouvir indiciados e inquirir testemunhas, requisitar informações e documentos de órgãos e entidades da administração pública, inclusive concessionários de serviços, requerer audiências, determinar a quebra de sigilo bancário, fiscal e telefônico, tomar depoimentos e requisitar serviços de autoridades, inclusive policiais. Deve realizar seus trabalhos no prazo de 120 dias, prorrogáveis por mais 60 dias mediante aprovação da maioria absoluta de seus membros.
A CPI não julga e nem tem competência de punição. Ela investiga e propõe soluções, encaminhando suas conclusões ao Ministério Público, à Defensoria Pública, ao Poder Executivo, à Comissão Permanente da Assembleia que tenha maior pertinência com a matéria investigada, à Comissão de Fiscalização e Controle e ao Tribunal de Contas do Estado. Os membros das CPIs, durante a investigação, poderão fazer vistorias e levantamentos em repartições públicas estaduais e entidades descentralizadas, onde terão livre acesso e permanência, solicitando a exibição de documentos e prestação de esclarecimentos que considerem necessários.

## Composição atual
Atualmente, a composição de bancadas e lideranças é a seguinte:

### Bancadas e lideranças
| Partido        | Deputados(as) | Líder                |
| -------------- | ------------- | -------------------- |
| PP             | 3             | Delegado Olim        |
| MDB            | 4             | Itamar Borges        |
| PSDB/Cidadania | 12            | Rogério Nogueira     |
| NOVO           | 1             | Leo Siqueira         |
| PL             | 19            | Carlos Cezar         |
| Republicanos   | 8             | Altair Moraes        |
| UNIÃO          | 9             | Milton Leite Filho   |
| PT/PV/PCdoB    | 19            | Donato               |
| PSOL/REDE      | 5             | Guilherme Cortez     |
| PSD            | 4             | Osieas De Madureira  |
| PDT            | 1             | Márcio Nakashima     |
| PSB            | 3             | Andrea Werner        |
| PODE           | 5             | DR. Eduardo Nógueira |

### Blocos Partidários
| Partido | Líder          |
| ------- | -------------- |
| Governo | Gilmaci Santos |
| Minoria | Thainara Faria |

## Mesa diretora
A atual composição da Mesa da Assembleia Legislativa de São Paulo é a seguinte:
| Cargo              | Nome                | Partido      |
| ------------------ | ------------------- | ------------ |
| Presidente         | André do Prado      | PL           |
| 1º Vice-presidente | Gilmaci Santos      | Republicanos |
| 2° Vice-presidente | Milton Leite Filho  | UNIÃO        |
| 3° Vice-presidente | Fábio Faria de Sá   | PODE         |
| 4° Vice-presidente | Paulo Correa Junior | PSD          |
| 1° Secretário      | Maurici             | PT           |
| 2° Secretário      | Barros Munhoz       | PSDB         |
| 3° Secretário      | Gil Diniz           | MDB          |
| 4º Secretário      | Léo Oliveira        | MDB          |